# Анна Елендт
Анна Елендт (нім. Anna Elendt, 4 вересня 2001) — німецька плавчиня.
Учасниця Олімпійських Ігор 2020 року, де в півфіналах на дистанції 100 метрів брасом посіла 13-те місце і не потрапила до фіналу. В естафеті 4x100 метрів комплексом її збірна посіла 11-те місце і не потрапила до фіналу.

## Виступи на Олімпійських іграх
| Олімпіада  | Дисципліна              | Місце |
| ---------- | ----------------------- | ----- |
| Токіо 2020 | 100 метрів брасом       | 13    |
| Токіо 2020 | 4x100 метрів комплексом | 11    |